# 霍刺梳鳞虫属
霍刺梳鳞虫属（学名：Horstileanira）是锡鳞虫科的一属。

## 下属物种
本属包括以下物种：
- Horstileanira crosslandi Pettibone, 1970
- 霍刺梳鳞虫 Horstileanira vanderspoeli Pettibone, 1970